# Glaphyrus oxypterus
Espèce
Glaphyrus oxypterus est une espèce d'insectes coléoptères présent dans les régions paléarctiques (sud de la Russie, Sibérie, Turkestan, Kazakhstan).